# Прогресс (Томская область)
Прогресс — исчезнувшая деревня в Молчановском районе Томской области России. На момент упразднения входила в состав Сарафановского сельского поселения. Упразднена в 2000 г.

## География
Располагалась в истоке безымянного ручья притоке реки Большая Корта, в 6,5 км (по прямой) к юго-западу от села Сарафановка.

## История
Деревня возникла в начале 1930-х годов, когда бассейн Оби стал местом расселения спецпоселенцев из числа кулаков. По данным на 1938 год спецпосёлок Прогресс подчинялся Могочинской участковой комендатуре. В посёлке проживала 90 семьи спецпоселенцев.
До 1963 года посёлок входил в состав Знаменского сельсовета, с переносом центра сельсовета в посёлок, сельсовет, соотвественно, был переименован в Прогрессовский. К середине 1980-х годов посёлок опустел и решением Томского облисполкома от 23.05.1988 № 100 он был исключен из учётных данных. Повторно деревня исключена из учётных данных законом Томской области от 05.09.2000 № 597.

## Население
| 1939 | 1952 | 1959 | 1970 | 1979 | 1989 |
| ---- | ---- | ---- | ---- | ---- | ---- |
| 488  | ↘440 | ↘309 | ↘212 | ↘60  | ↘0   |

В 1938 году в поселке проживало 364 человека спецпоселенцев, в том числе 96 мужчин, 105 женщин и 163 детей до 16 лет.